# Nolbyn
Nolbyn är en liten by i Lövångers socken i Skellefteå kommun.
Nolbyn ligger ca 6 kilometer nordöst om Lövånger i Skellefteå kommun. Den ligger mellan två sjöar; Gärdefjärden och Högfjärden.